# 特拉加德羅湖
11°45′51″S 75°32′30″W / 11.764167°S 75.541667°W

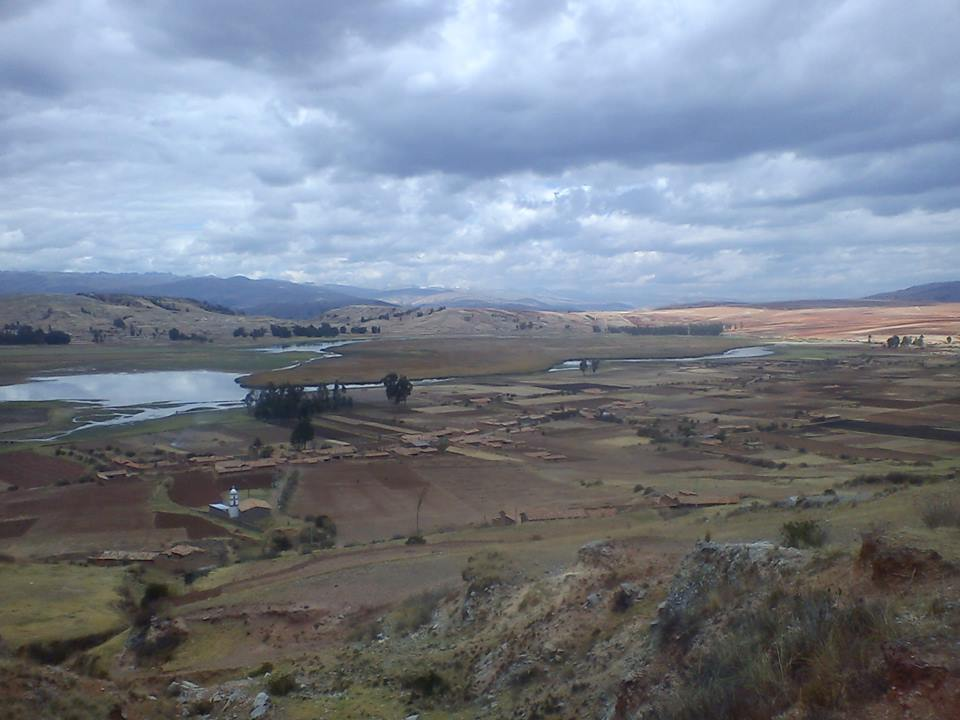

特拉加德羅湖（Lake Tragadero），是秘魯的湖泊，位於該國中部胡寧大區，由豪哈省負責管轄，面積153.4平方公里，海拔高度3,818米，該地區的夏季溫暖而冬季乾燥。